# Iryna Koliadenko
Iryna Volodymyrivna Koliadenko (født 28. august 1998) er en ukrainsk bryder.
Hun repræsenterede Ukraine ved sommer-OL 2020 i Tokyo, hvor hun tog bronze i 62 kg.

## Eksterne links
- Iryna Koliadenkos profil på Olympics.com (engelsk)
- Iryna Koliadenkos profil på Olympedia (engelsk)
- Iryna Koliadenkos profil hos FILA (engelsk)